# Jean-Marc Dumontet
Pour les articles homonymes, voir Dumontet.
Jean-Marc Dumontet, né le 17 février 1966 à Bordeaux, est un chef d'entreprise et un producteur de spectacles français.
Il possède le théâtre Antoine, le Théâtre Libre, Le Point-Virgule, Le Grand Point-Virgule, Bobino et Salle Gaveau.
Il est notamment le producteur des humoristes Nicolas Canteloup, Alex Lutz, Vérino, Philippe Caverivière et les Coquettes.
Il est un fidèle soutien d’Emmanuel Macron, qu’il conseille depuis 2016.

## Biographie

### Origines et débuts dans le journalisme et la communication
Originaire de Bordeaux, Jean-Marc Dumontet est titulaire d’une maîtrise de droit des affaires, diplômé de Sciences Po Bordeaux, filière service public. Comme son père et son grand-père, il était depuis l’âge de 5 ans, « programmé pour être notaire ». Sa passion pour la presse écrite dès l’adolescence (il conserve en archives plus de 30 ans du Monde et de Libération) le conduira sur un tout autre chemin. Jeune correspondant en Aquitaine au Quotidien de Paris, il crée en 1989 sa première entreprise, une agence de communication, JMD Conseil et devient conseiller des relations presse du conseil régional d'Aquitaine.
Il prend ensuite la direction du magazine économique Objectif Aquitaine en 1993 et crée l'année suivante le Journal des Présidentielles, journal national destiné à couvrir l'élection de 1995. Il s'entoure d'un comité éditorial composé de Michèle Cotta, Philippe Tesson et Dominique Jamet.

### La découverte du monde de la culture
C'est par la musique que Jean-Marc Dumontet découvre le monde du spectacle. Le tournant s’amorce en 1991 lorsqu’il « tombe fou d’amour » de La Java des mémoires, spectacle musical monté par Roger Louret avec les Baladins en Agenais, au théâtre de Poche de Monclar (Lot-et-Garonne). Sa carrière dans le spectacle démarre précisément à ce moment-là : il loue Le Trianon de Bordeaux pour cette pièce, nommée ensuite aux Molières. Cette première aventure le mène jusqu’au théâtre de la Renaissance, à Paris, où la pièce se joue pendant 8 mois. Suivent Les Années Twist, Molière du meilleur spectacle musical en 1995. Ce spectacle, qu’il coproduit, se jouera 600 fois.
Il découvre à Biarritz en 1998 le jeune imitateur Nicolas Canteloup et devient son producteur. Les débuts de cette relation ne sont pas très prometteurs. Lors du premier spectacle au théâtre Trévise de Paris en 2001, il faut convaincre le public de venir. Dumontet décide tout de même de programmer Canteloup à L'Olympia, le 10 mai 2003, ce qui sera un succès. Repéré lors de cette soirée par Michel Drucker, Nicolas Canteloup est invité à Vivement dimanche, c'est le lancement de sa carrière et un coup d'accélérateur à celle de son producteur.

### La création d'un groupe intégré de spectacle vivant
Souhaitant maîtriser l’ensemble de la chaîne de production, Jean-Marc Dumontet étend progressivement ses activités à l’exploitation de salles de théâtres et à la diffusion de spectacles en France et à l’international.
Il rachète ainsi plusieurs théâtres en situation difficile sur le plan économique et en relance l’activité : le Point-virgule en 2006, Bobino en 2010, le théâtre Antoine et les Folies Bergère en 2011 avec le groupe Lagardère – avant de revendre ses parts dans cette salle en 2013 –, le Grand Point Virgule en 2012, le Comédia – Théâtre Libre et le Sentier des Halles en 2017.
Le groupe qu’il constitue assure le développement et le rayonnement de plusieurs artistes, ainsi que la production de spectacles de théâtre présentant une forte dimension sociétale : Les Chatouilles ou la danse de la colère, d’Andréa Bescond, Inconnu à cette adresse, d’après le livre de Kathrine Kressmann Taylor, avec notamment Gérard Darmon, Stéphane Guillon, Gaspard Proust, Charles Berling, Michel Boujenah, Patrick Timsit et Thierry Lhermitte, Art, de Yasmina Reza avec Jean-Pierre Darroussin, Charles Berling et Alain Fromager, Plaidoiries, d'après Les Grandes Plaidoiries des ténors du barreau de Matthieu Aron, avec Richard Berry, 8 euros de l'heure de Sébastien Thiéry avec Dany Boon et Valérie Bonneton, Le Misanthrope, mis en scène par Peter Stein avec Lambert Wilson, Les Élucubrations d'un homme soudain frappé par la grâce, de et avec Édouard Baer, Fleurs de Soleil, avec Thierry Lhermitte  ou encore le festival d'humour de Paris lancé en 2015 et le festival Paroles Citoyennes démarré en 2018.
Depuis 2010, Jean-Marc Dumontet a investi le champ de la production audiovisuelle, avec les programmes quotidiens La Revue de presque de Nicolas Canteloup (Europe 1), C'est Canteloup (TF1), et Catherine et Liliane (Canal +).
En 2014, il prend la présidence de la Nuit des Molières et ressuscite la Cérémonie absente deux années, le 2 juin 2014.

## Prises de position politiques
Il a animé en 1988 un meeting de Jacques Chirac devant 15 000 personnes à Bordeaux.
Lors de l'élection présidentielle française de 2017, il soutient Emmanuel Macron, dont il vante la « modernité » et l'« audace folle ». Il s'interroge dans le journal Le Point s'il n'y a pas « du Bonaparte chez ce candidat ». Pour lui, ce qui sous-tend le candidat d'En marche ! serait « révolutionnaire »,. Il conseille le candidat pour ses meetings (mise en scène, langage corporel...).
Il maintient son soutien à Emmanuel Macron en 2022, en tant que référent culture.

## Décoration
- Officier de l'ordre des Arts et des Lettres le 23 mars 2017[13]